# Private (míssil)

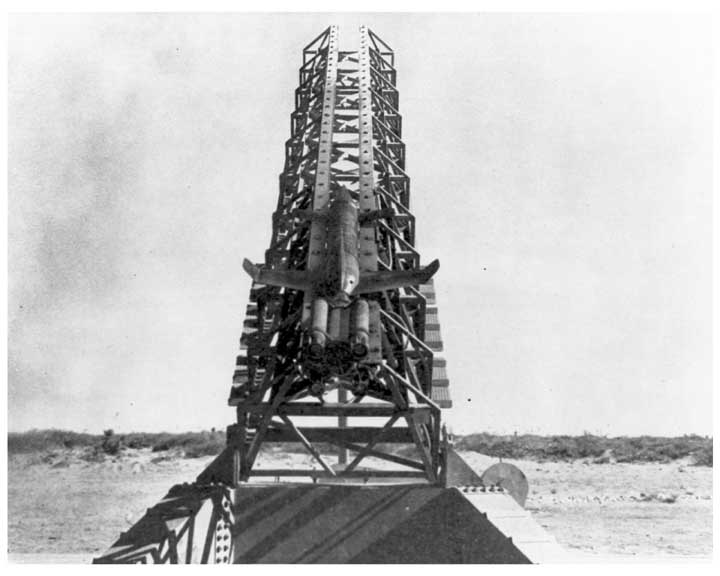
Um míssil Private modelo F na rampa de lançamento.

O Private foi o primeiro míssil Norte americano composto por mais de um estágio, 
combinando um foguete Tiny Tim e um 30AS-1000C JATO. 
Tsien Hsue-shen era o líder do departamento do JPL, que conduziu a pesquisa para o Private A.
O Private, foi o predecessor do míssil MGM-5 Corporal.